# Fairey Rotodyne

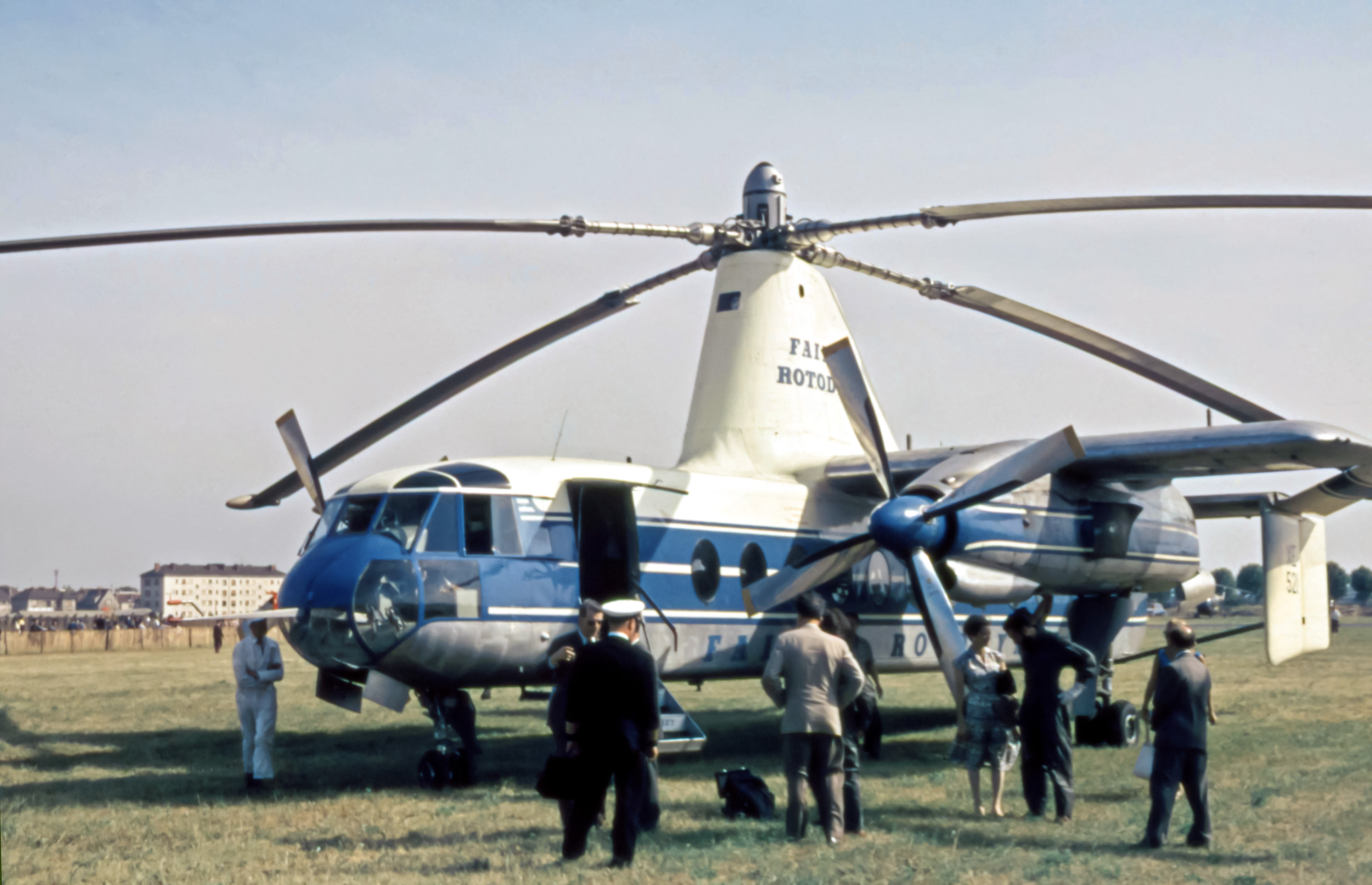
Fairey Rotodyne, omkring 1959.

Fairey Rotodyne var en kombination av helikopter, autogiro och konventionellt passagerarflygplan för 40 personer. Det tillverkades av Fairey Aviation Company och provflögs första gången den 6 november 1957. Den väckte då stort intresse både civilt och militärt, både i USA och Storbritannien. Bristande finansiering, omorganisation av brittisk flygindustri där Fairey blev en del av Westland Helicopters och kritik emot ljudnivån ledde dock till att det aldrig serietillverkades.
Rotodyne såg ut som ett tvåmotorigt propellerdrivet, högvingat passagerarplan med extremt korta vingar. Det hade ett H-format stjärtparti och ett torn mitt på flygkroppen som bar upp en fyrbladig rotor.
Rotodyne startade och landade som en helikopter men planflög som en autogiro med extra stöd av sina fasta vingar. Den hade en stor, fyrbladig rotor och två Napier Eland turbopropmotorer, en under varje vinge. Vid start och landning drevs rotorn runt av jetstrålar i rotorbladens yttersta spetsar. Motorerna drev då kompressorer som levererade tryckluft, luften blandades med bränsle och när detta brann skapades tillräckligt starka jetstrålar för att rotorn skulle kunna lyfta farkosten. Genom att rotationskraften uppstod i själva rotorn, påverkades inte flygkroppen av något vridande moment som behövde motverkas. Sidroderpedalerna styrde dock de två propellrarnas bladvinklar så att piloten kunde reglera farkostens vridning i sidled vid låga farter. Om propellern på ena sidan drog framåt medan den andra strävade bakåt, vred sig planet runt sin egen axel. Ljudnivån från jetstrålarna var mycket hög under själva startfasen. Vid planflykt drevs Rotodyne enbart av propellrarna medan rotorn autoroterade.
Rotodyne var tänkt som en "flygande buss" för medellånga passagerarlinjer. Den skulle starta vertikalt från helikopterfält i innerstaden för att sedan övergå till planflykt genom att motorkraften omdirigerades från rotorn till propellrarna. Vid högre fart övertog vingarna upp till halva lyftkraftsbehovet, varvid den autoroterande rotorn avlastades och dess luftmotstånd minskades i motsvarande grad. Rotodyne kunde hålla en marschfart på cirka 280 km/h. Vid ankomsten till destinationen startades rotorns jetstrålar åter så att maskinen kunde landa lodrätt i stadens centrum.

## Liknande farkoster
- Fairey FB-1 Gyrodyne
- Kamov Ka-22
- Mil V-12